# Bandolera
Bandolera est une série espagnole produite par Diagonal TV pour la chaîne de télévision Antena 3.
La série se situe dans l'Andalousie de la fin du XIXe siècle.

## Présentation
La série est une fiction historique située dans une localité imaginaire, Arazana. 
Le tournage est réalisé à Navalcarnero, en Espagne. 

## Distribution
- Marta Hazas : Sara Reeves / Sara Hermida Montoya
- Ana Turpin : María / Teresa Montoro † (Episodio 32 - Episodio 143)
- Isak Ferriz : Roberto Montoro Saura (Episodio 1 - Episodio 84)
- Jorge Suquet : Aníbal Ruíz † (Episodio 90 - Episodio 135)
- Marcial Álvarez : Marcial Buendía "El Galeno" (Episodio 1 - Episodio 207)
- Lola Marceli : Adela Oria (Episodio 17 - Episodio 210)
- Javier Rey : Raúl Delgado (Episodio 409 - Episodio 510)
- Jesús Noguero : Lorenzo Bocanegra † (Episodio 450 - Episodio 510)
- Manuel Bandera : Juan Caballero "Marqués de Benamazahara"
- Fernando Vaquero : Rafael "Rafalín" "El Cuervo Negro de Sierra Morena"
- Alfonso Begara : Gaspar Écija "El Chato"
- Belén Cuesta : Elisa de Vega (Episodio 329 - Episodio 443)
- Ariana Martínez : Jimena García † (Episodio 260 - Episodio 424)
- Tomás del Estal : Teniente de la Guardia Civil Tomás Morales
- Álex Martínez : Jairo Flores Oria
- Sergio Otegui : Alberto Ferrer † (Episodio 391 - Episodio 466)
- Carlos García : Capitán Emilio Roca † (Episodio 328 - Episodio 385)
- Elio González : Pablo Garmendia (Episodio 329 - Episodio 506)
- María Cotiello : Sofía Serrano (Episodio 402 - Episodio 510)
- José Sospedra : Julio Serrano (Episodio 467 - Episodio 506)
- Jorge Monje : Héctor Ibáñez (Episodio 385 - Episodio 504)
- Roser Tapias : Beatriz Ibáñez (Episodio 389 - Episodio 464)
- Joaquín Hinojosa : Padre Damián
- Yolanda Arestegui : Doña Carlota † (Episodio 483 - Episodio 510)
- Eloína Marcos : Pilar Candela (Episodio 262 - Episodio 510)
- Miguel Diosdado : Antonio Lucero de Linares (Episodio 386 - Episodio 510)
- Juanjo Cucalón : José "Pepe" Jiménez (Episodio 1 - Episodio 199)
- Marta Guerras : Julieta Jiménez (Episodio 1 - Episodio 55)
- Joaquín Notario - Tobías Moreno † (Episodio 3 - Episodio 76)
- Laia Costa : Inés Flores Oria (Episodio 1 - Episodio 123)
- Robert González : Mario Suárez (Episodio 1 - Episodio 123)
- Xenia Tostado : Lupe (Episodio 1 - Episodio 171)
- Cristina Urgel : Eva Hernández (Episodio 320 - Episodio 383)
- Eugenio Barona : Capitán Jesús Olmedo Acosta † (Episodio 1 - Episodio 396)
- Ruth Gabriel : Flor Sánchez † (Episodio 1 - Episodio 42)
- Teresa Hurtado de Ory : Clara Campos (Episodio 327 - Episodio 510)
- Guillermo Barrientos : Andrés Soriano (Episodio 459 - Episodio 510)
- Alicia Sanz : María Ortega (Episodio 472 - Episodio 510)
- Tamar Novas : Alejandro de la Serna (Episodio 257 - Episodio 465)
- Nico Romero : Jesús Ridruejo † (Episodio 384 - Episodio 442)
- Joaquín Kremel : Alfonso Figueroa (Episodio 476 - Episodio 510)
- Laura Ramos : Martina Castro
- Pep Munné : Germán Montoro